# Quisquicia engonata
Quisquicia engonata är en mångfotingart som beskrevs av Loomis 1936. Quisquicia engonata ingår i släktet Quisquicia och familjen Chelodesmidae. Inga underarter finns listade i Catalogue of Life.